# Vallariopsis
Vallariopsis é um género botânico pertencente à família Apocynaceae.

## Espécies
- Vallariopsis lancifolia